# شركة جلوبال سورسينج آند سبلاي القابضة

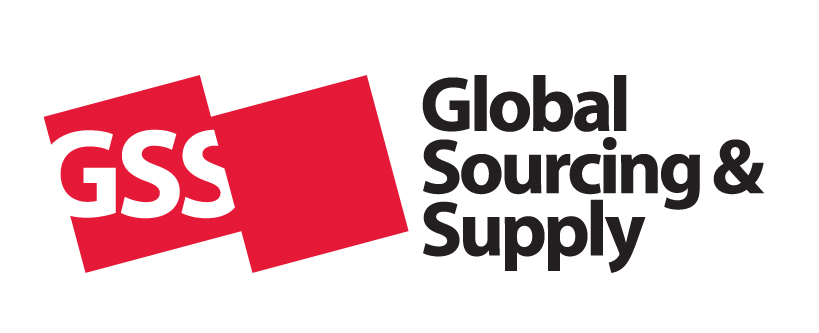
شعار الشركة

شركة جلوبال سورسينج آند سبلاي إيست القابضة هي شركة تابعة لمجموعة بي أم أم آي ومقرها البحرين وتعمل حاليا في البحرين وقطر وجيبوتي ومالي والغابون وغانا والسودان.
وتوفر الشركة مباني مؤقتة وإدارة المرافق والخدمات الغذائية والضيافة للشركات التجارية والعملاء الحكوميين والمنظمات غير الحكومية.

## التاريخ
بدأت شركة شركة جلوبال سورسينج آند سبلاي إيست القابضة كمحل صغير اسمه شيب-تشاندلر في البحرين في أواخر التسعينات. اليوم تعمل الشركة في سبعة مواقع في مختلف أنحاء الشرق الأوسط وأفريقيا وتوفر الخدمات اللوجستية وتقدم الخدمات إلى الحكومات الدولية والمنظمات غير الحكومية والعملاء الصناعيين.

## مجالات الأعمال الأساسية
الخدمات التي تقدمها شركة شركة جلوبال سورسينج آند سبلاي إيست القابضة تشمل التعدين والبناء والزراعة والنفط والغاز وتتضمن:

### خدمات إدارة المرافق والمواقع
توفر الشركة الوجبات الجاهزة والتدبير المنزلي والغسيل والعمليات والصيانة وخدمات بيع التجزئة (التموينات) ومتطلبات الترفيه.

### توفير المخيمات والمنشآت المؤقتة
توفر مباني مؤقتة للسكن والمطابخ وتناول الطعام والترفيه والمكاتب والبيع بالتجزئة في مواقع نائية.

### تموين الأطعمة
الشركة توفر المواد الغذائية المعدة سلفا للجيش والعملاء الحكوميين والمنظمات غير الحكومية والتجارية في الشرق الأوسط وأفريقيا.

### تزويد ومصادر التقنية
توفر الشركة قطع الغيار وإصلاح المحركات ومتطلبات الغذاء مقابل التعليم إلى المناطق النائية.

### عقد الخدمات اللوجستية
توفر الشركة خدمات التخزين بما في ذلك المناولة والشحن والتخزين. تدير الشركة مستودع التخزين المسبق في شرق أفريقيا وتوفر خدمات استلام وتخزين واعادة تسليم السلع دعما للجهود الإنسانية في القرن الأفريقي.

## المشاريع المشتركة
في عام 2008 شكلت شركة جلوبال سورسينج آند سبلاي إيست القابضة مشروع مشترك مع شركة أودسكو للتموين في السودان لتقديم خدمات تموين ودعم المخيمات. شركة أودسكو للتموين تعمل في السودان منذ عام 1974 وتوفر خدمات التموين وإدارة المواقع البعيدة للشركات في قطاع النفط والغاز. في يناير 2010 تم تغيير اسمها إلى شركة خدمات التموين المحدودة.